# Poignée d'alimentation

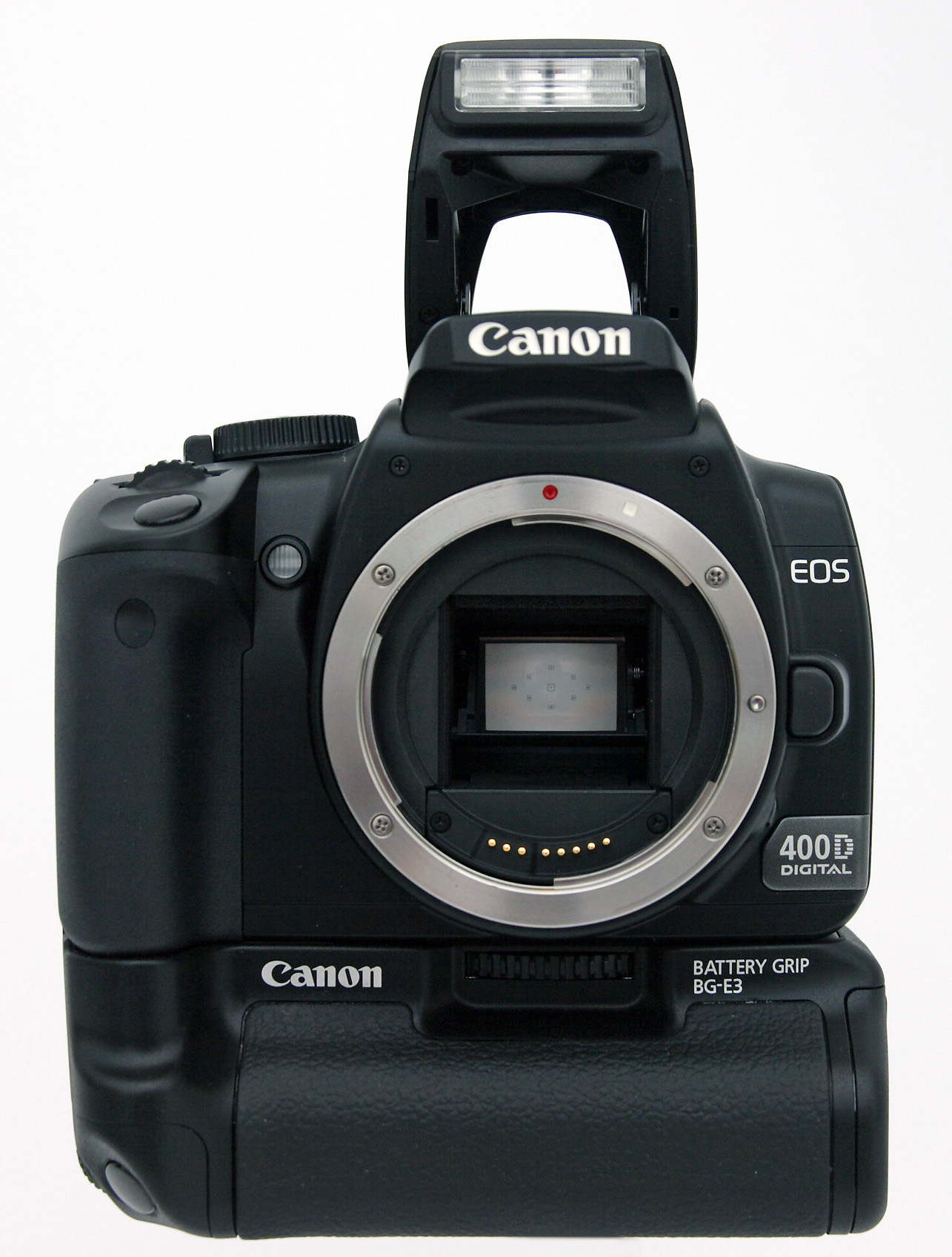
Appareil photographique reflex numérique Canon EOS 400D avec une poignée d'alimentation BG-E3.

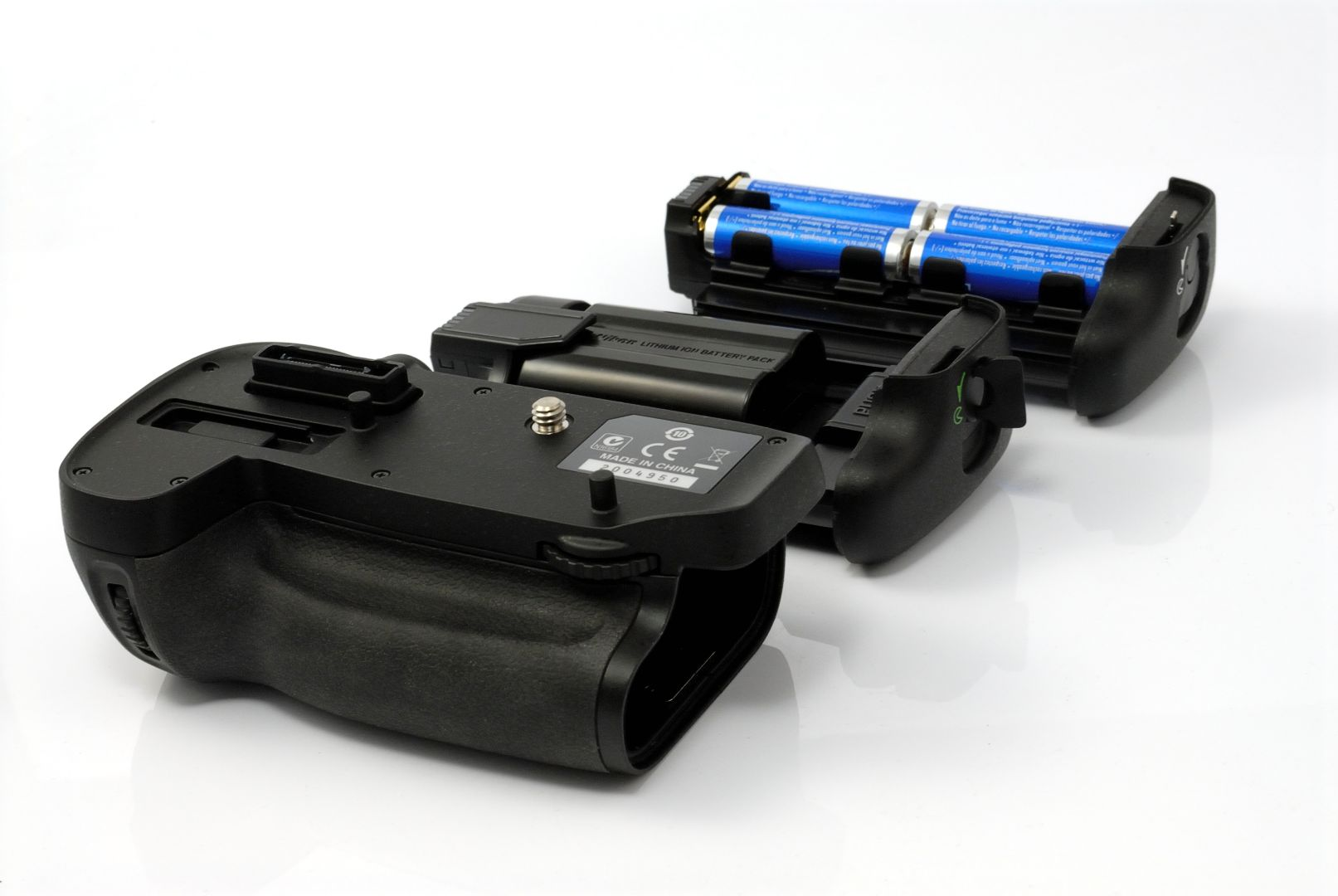
Grip MB-D15 pour Nikon D7100 et ses magasins d'alimentation, batterie et piles

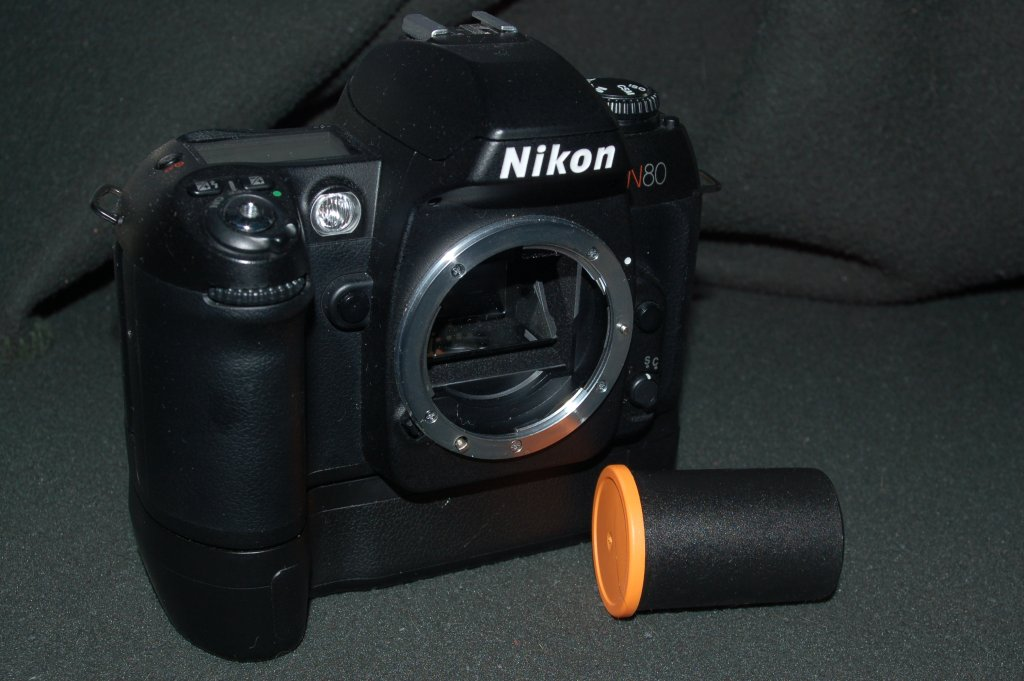
Appareil photographique reflex argentique Nikon N80 avec poignée d'alimentation MB-16.

Une poignée d'alimentation (parfois nommée grip batterie ou battery grip en anglais) est un accessoire pour un appareil photographique reflex mono-objectif (et parfois d'autres types d'appareils photographiques), qui permet à l'appareil d'étendre sa durée de fonctionnement en contenant plusieurs batteries. De plus, cet accessoire ajoute à l'appareil photographique une poignée verticale comportant un déclencheur supplémentaire (et d'autres commandes), facilitant ainsi la prise de vue de portrait.

## Montage
Elle s'attache habituellement sur le boîtier de l'appareil photo grâce au compartiment à batterie d'origine et offre un logement permettant de contenir des batteries supplémentaires afin d'augmenter la longévité de l'appareil sans recharger. La plupart des poignées d'alimentation possède un deuxième logement qui permet au photographe de faire des prises de vue en utilisant plusieurs piles de type AA.
Les poignées d'alimentation sont généralement conçues pour s'adapter à un seul ou seulement quelques modèles d'appareils photographiques spécifiques, car elles doivent correspondre à la forme du corps, aux connecteurs et aux exigences de puissance de chacun.

## Avantages
Selon la marque, le grip peut avoir différentes fonctions. Parmi lesquelles on retrouve en général :
- Un bouton de déclenchement situé de telle manière que, lors d'une prise de vue verticale, le bouton soit facilement accessible
- Une molette de sélection située à côté du bouton de déclenchement
- Un bouton de choix de collimateur (dans le cas où cette fonction est disponible sur l'appareil)
- Un bouton de mémorisation d'exposition
- Un bouton de correction d'exposition
- Un magasin pour insérer deux batteries, ce qui augmente bien entendu l'autonomie. Pour la plupart des grips, on peut n'insérer qu'une seule batterie, par exemple, quand la deuxième est en charge.
- Sur certains grips, la possibilité de faire fonctionner l'appareil à l'aide de piles traditionnelles de format AA.
- Un trou taraudé dans le grip permet de monter l'ensemble sur un trépied.